# Katrin Westman
Katrin Westman, född 1987 i Örebro, är en svensk konstnär och målare utbildad vid Pernbys målarskola och konsthögskolan i Umeå.
Hon är representerad vid samlingar runt om i landet och haft soloutställningar på bl.a Eskilstuna Konstmuseum och Olle Nymans Atljéer och Konstnärshem. År 2015 mottog hon stipendium av Stiftelsen Anna-Lisa Thomson Till Minne.
Katrin Westman är representerad vid Galleri Andersson/Sandström.